# Sportcomplex De Aftrap
Sportcomplex De Aftrap is een sportpark in de Nederlandse plaats Den Haag. Het sportpark wordt in het oosten begrensd door de Moerweg en in het zuiden door de Melis Stokelaan. In het noorden en westen wordt het sportpark omgeven door het Zuiderpark.

## Geschiedenis
Na de sloop van het oude Zuiderparkstadion, in 2007, werd het terrein opnieuw ingericht en gereed gemaakt voor meerdere sporten. Het voetbalgedeelte kreeg de beschikking over een zestal voetbalvelden, waarvan er vier bestaan uit kunstgras en twee uit natuurgras. ADO Den Haag heeft sinds 2016 de beschikking over een clubgebouw waarin de faciliteiten zijn gehuisvest. Het sportpark maakt deel uit van een groter sportterrein met daarop ook het Sportcampus Zuiderpark voor indoorsporten, sportpark 'Zuiderpark II' voor de voetbalclubs HDV en WIK, een atletiekbaan voor AV Sparta.